# Jan Aling

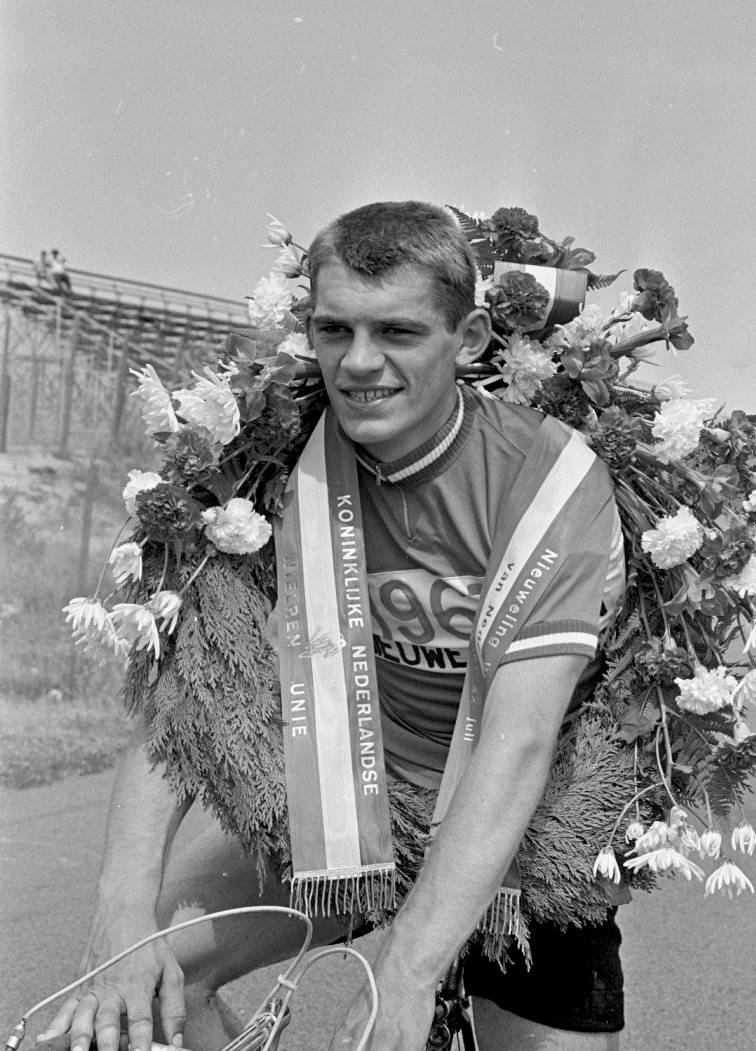
Jan Aling (1967)

Jan Aling (* 24. Juni 1949 in Bunne, Provinz Drenthe; † 9. Mai 2020 in Eindhoven) war ein niederländischer Radrennfahrer.

## Sportliche Laufbahn
Aling gewann als Amateur die Eintagesrennen Acht van Chaam 1968, Omloop der Kempen, Ronde van Friesland und Meisterschaft der Provinz Drenthe 1969. 1970 war Aling auf einem Tagesabschnitt der Belgien-Rundfahrt für Amateure erfolgreich. Dazu kamen neun weitere Siege in Belgien, den Niederlanden und Luxemburg. 1973 konnte er den Erfolg im Omloop der Kempen wiederholen und war auch in der Ronde van Overijssel vor Fedor den Hertog erfolgreich. Er gewann Etappen im Milk Race 1971 (zweifach und 21. Gesamtrang) und 1972 (52. Gesamtrang) sowie 1973 in der Olympia’s Tour. 1969 kam er mit dem 3. Platz auf das Podium mit dem Sieger Piet Legierse. 1971 wurde er Zweiter hinter Cees Priem. Als Amateur fuhr er für den Verein A.W.C. Meteoor Assen.
1974 wurde er Berufsfahrer im Radsportteam Ketting-Shimano und blieb bis 1984 aktiv. Als Radprofi gewann er die Ronde van Ijsselmond und die Trofee Jan van Erp 1976, 1978 den Grand Prix Frans Verbeeck.
In der Vuelta a España war er 1976 und 1980 am Start, beendete beide Etappenrennen nicht.